# جیک بنت
جیک بنت (انگلیسی: Jake Bennett؛ زادهٔ ۲۲ فوریهٔ ۱۹۹۶) بازیکن فوتبال است.